# ブルーバイユー・レストラン
- ディズニーパーク > 東京ディズニーリゾート > 東京ディズニーランド

- - ワールドバザール > ブルーバイユー・レストラン

- - 東京ディズニーランドのレストランの一覧 > ブルーバイユー・レストラン

ブルーバイユー・レストラン（Blue Bayou Restaurant）は、ディズニーパークにあるニューオーリンズ、ケイジャン風のフルサービスレストラン。 "ブルーバイユー（Blue Bayou）"とは青い入江という意味。
アメリカ合衆国カリフォルニア州アナハイムのディズニーランドおよび、日本千葉県浦安市の東京ディズニーランド(TDL)に設置されている。

## 東京ディズニーランド
| ブルーバイユー・レストラン | ブルーバイユー・レストラン                           |
| -------------------------- | ---------------------------------------------------- |
| オープン日                 | 1983年4月15日 (東京ディズニーランドと同時にオープン) |
| スポンサー                 | なし                                                 |
| タイプ                     | テーブルサービス                                     |
| 座席数                     | 約170席                                              |
| アルコール                 | ○                                                    |
| PS                         | ○                                                    |

アドベンチャーランドのロイヤルストリートの奥まったところにあり「東京ディズニーランドのショップの一覧#クリスタルアーツ」と「東京ディズニーランドのショップの一覧#パイレーツ・トレジャー」の間に位置する。
アトラクション『カリブの海賊』の一部となるように設計されている。
アトラクションとレストランが一体となっているのは、TDL内ではここだけである。レストランは屋内であるが、天井が高く暗がりであること、および空調や照明によって、屋外のレストランであるかのような錯覚を起こさせる。店内は、非常に暗くなっている。店内には提灯が、各テーブルにはアルコールランプがある。
コオロギや蛙の鳴声、ホタルが飛ぶ様に模した光も、その効果を高めている。
レストランからは、アトラクション『カリブの海賊』の最初の入江のシーンで、レストラン内の座席からはボートに乗っているゲストの姿を見ることができ、アトラクションのボートからは食事をしているゲストを見ることができる。
このレストランは東京ディズニーランドにあるレストランの中で（クラブ33を除く）、一番高額な価格設定がされているレストランである。
2020年10月1日よりアルコール飲料の販売が開始された。
バックグラウンドストーリー
店内は、ミシシッピ川流域、デルタ地帯にホタルが飛び交っているのどかな夕暮れをイメージ。店内にぶら下がるちょうちんは日本にあこがれたフランスやスペインの植民地時代の名残。

### 歴史
- 2009年 6月1日 - キリンフリー(ノンアルコールビール)が販売開始。
- 2009年 7月15日 - 低アレルゲンメニュー販売開始、お子様メニューが新メニュー(ミッキープレート提供形式)に変更。
- 2020年 10月1日 - アルコール飲料の販売開始[1][2]。

### trivia
店の設定
洋風の入江という設定であるのに、日本の伝統品である提灯（ちょうちん）が吊るされているのは、当時「ニューオーリンズの貿易港には世界中からあらゆる珍しいものが集まってきていて、その中に日本の提灯も紛れ込んでおり、当時、日本に憧れていたフランス人やスペイン人の植民地時代の名残として掲げられている」という設定によるためである。ブルーバイユー・レストラン内には、提灯が全部で46個ある。
建物の様式
アメリカ南部のバイユーカントリーと呼ばれている土地特有のコロニアル様式をイメージしてつくられた邸宅風の建物。
挨拶
案内されて座席につく際キャストは常に「こんばんは」と挨拶をする。
ウェイティングルームについて
店内に入るとウェイティングルーム（待合室）があり、混雑している場合はそこで待つ事になる。このウェイティングルームには女性の絵が飾られている。これはお見合い結婚をする際に書かれた絵である。
席について
カリブの海賊が近くで見られる席で食事をしたい場合は、入店時にその旨を伝えれば対応してもらえる。
料理提供について
アントレなどの料理は、オーバルトレーと呼ばれる大きなトレーに乗せて運ばれてくる。キャストがオーバルトレーを担いで、料理を運んでくる。
写真撮影について
隣接するカリブの海賊はフラッシュ撮影は禁止されているが、ブルーバイユー・レストラン内では可能である。
シェフ
本レストランに勤務していたシェフ下村康弘は、2008年のル・テタンジェ国際料理賞コンクール・ジャポンにて優勝。第42回ル・テタンジェ国際料理賞コンクールにて準優勝を獲得した。現在はクラブ33にてシェフとして勤務。